# Officine Galileo
Società Officine Galileo war ein italienischer Hersteller von Automobilen.

## Unternehmensgeschichte
Das Unternehmen aus Florenz begann 1900 mit der Produktion von Automobilen. Die Fahrzeuge wurden auch in die USA exportiert. 1904 endete die Produktion nach nur wenigen hergestellten Exemplaren.

## Fahrzeuge
Das einzige Modell war ein Elektroauto. Der Antrieb erfolgte durch Elektromotoren von Cantono.